# Batalha de Methven
A Batalha de Methven ocorreu em Methven, Escócia, em 19 de junho de 1306, durante as Guerras de Independência da Escócia. O campo de batalha foi pesquisado para ser incluído no Inventário de Campos de Batalha Históricos na Escócia e protegido pela Historic Scotland sob a Política do Ambiente Histórico Escocês de 2009, mas foi excluído devido à incerteza de sua localização.

## Antecedentes
Bruce foi coroado Rei dos Escoceses pelo Bispo Guilherme de Lamberton em Scone, perto de Perth, no Domingo de Ramos (25 de março de 1306).
Enfurecido pelo assassinato de João Comyn, Lorde de Badenoch por Bruce e seus seguidores em Dumfries e pela coroação de Bruce, Eduardo I da Inglaterra nomeou Aymer de Valence, Conde de Pembroke, tenente especial para a Escócia. Pembroke moveu-se rapidamente, e no meio do verão ele havia estabelecido sua base em Perth, junto com Henry Percy e Robert Clifford com um exército de cerca de 3 000 homens recrutados dos condados do norte. Eduardo I deu ordens de que nenhuma misericórdia deveria ser concedida e todos os capturados em armas deveriam ser executados sem julgamento.

## Batalha
É possível que a ordem de "sem misericórdia" não tivesse chegado ao Rei Roberto porque ele recorreu a uma tradição cavalheiresca e desafiou de Valence a sair das muralhas de Perth e entrar em batalha. De Valence, que tinha a reputação equivocada de homem honrado, fez a desculpa de que era muito tarde no dia para batalhar e disse que aceitaria o desafio no dia seguinte. O rei acampou seu exército cerca de seis milhas de distância em algumas florestas que ficavam em terreno elevado perto do Rio Almond. Por volta do anoitecer, quando o exército de Bruce acampou e muitos se desarmaram, o exército de de Valence caiu sobre eles em um ataque surpresa.
O rei derrubou o Conde de Pembroke do cavalo no primeiro ataque, mas foi ele próprio derrubado e quase capturado por Sir Philip Mowbray, sendo salvo apenas por Sir Christopher Seton. Em desvantagem numérica e pegos de surpresa, a força do rei não teve chance. Bruce foi derrubado do cavalo mais duas vezes e duas vezes mais foi resgatado. Por fim, uma pequena força de cavaleiros escoceses incluindo James Douglas, Neil Campbell, Eduardo Bruce, João de Strathbogie, Conde de Atholl, Gilbert de Haye e o rei formaram uma falange para se libertar e foram forçados a fugir em uma derrota devastadora, deixando muitos dos seguidores mais leais do rei mortos ou logo a serem executados.
A batalha é retratada no filme original da Netflix Outlaw King.

## Consequências
Aqueles capturados durante a batalha incluíram Alexander Fraser, David de Inchmartin, Hugh de Haye, John Somerville, Alexander Scrymgeour, o porta-estandarte real, Thomas de Randolph, sobrinho de Bruce, e Hugh, capelão de Bruce.

## Citações
1. ↑  «Inventory battlefields». Historic Scotland. Consultado em 12 de abril de 2012
2. ↑  «Inventory of Historic Battlefields Research Report: Methven» (PDF). Historic Environment Scotland. 11 de julho de 2016. Consultado em 18 de abril de 2019. Cópia arquivada em 18 de abril de 2019
3. ↑  Scott 1982, p. 75.
4. ↑  Penman 2014, p. 106.
5. ↑  Barbour 2010, p. 102.
6. ↑  Scott 1982, p. 81.
7. 1 2  Penman, Michael A. (2014). Robert the Bruce : King of the Scots. New Haven: Yale University Press. ISBN 9780300148725
8. ↑  Scott 1982, p. 82.